# خوان پریم
خوان پریم (کاتالونیایی: Joan Prim i Prats; ۱۲ دسامبر ۱۸۱۴ – ۳۰ دسامبر ۱۸۷۰) یک سیاستمدار اهل اسپانیا بود.